# 이집트의 마카리오스
이집트의 마카리우스(300년 경 ~ 391년)은 이집트의 기독교 수사이자 은수자이다. 그는 존장 마카리우스, 대 마카리우스 그리고 사막의 등불로도 알려져 있다.

## 생애
마카리우스는 상 이집트에서 태어났다. 늦은 전통에서는 그가 300년 경에 이집트 알 무누피아 주에 있는 샵셰에르(샨스호우르)의 마을에서 태어났다고 한다. 마카리우스가 금욕을 추구하기 전의 어느 때에, 그는 니트리아 부근에서 초석을 밀수하며 살았는데, 그 일은 그에게 어떻게 그 지역에서 생존하고 진황지들을 가로질러 여행하는지를 가르쳐주는 직업이었다.
젊을 때의 마카리우스는 그의 뜻과는 달리 결혼을 강요받았다. 그래서, 그는 꾀병을 부렸고 그의 부모에게 휴식을 취하려 광야에 나가겠다는 허락을 구했다. 그가 돌아왔을 때, 그의 부인이 죽어있었고, 얼마 지나지 않아, 그의 부모도 죽었다. 그 후 마카리우스는 그의 전 재산을 가난한 사람들에게 나누어주었다. 그의 덕행을 본 마을 사람들은 그를 아시문의 주교에게 데려다 주었는데, 그 주교는 그를 사제로 서품했다.
얼마 후에, 한 임신한 여성이 자신을 더럽혔다며 그를 고발했다. 마카리우스는 스스로를 변호하려 하지 않고 그 고발을 묵묵히 받아들였다. 그러나, 그녀의 출산이 가까워졌을 때, 그녀는 힘든 노동을 했다. 그녀는 마카리우스의 결백을 시인하기 전까지는 출산할 수 없었다. 그 후 많은 사람들이 그의 용서를 구하려 왔지만, 그는 세속의 영예에서 벗어나기 위해 니트리아 사막으로 피신했다.
그는 사막에 있는 동안, 대 안토니우스를 방문했고 그에게서 수도원주의에 대한 법과 규칙을 배웠다. 그는 마흔 살에 스케티스 사막으로 돌아왔고, 여생 동안에 그 곳의 수도원 공동체를 주재했다. 그가 사막에 온지 10년이 지나고 사제가 되었다.
잠시간, 마카리우스는 니케아 신경을 두고 일어난 논쟁으로 인하여, 황제 발렌스에 의해 알렉산드리아의 성 마카리우스와 같이 나일강에 있는 한 섬으로 추방되었다. 파렘하트월 13일에 그들이 돌아 왔을 때, 니트리아 사막의 성 피스호이와 난쟁이 성 요한을 포함하여 약 오만 명의 수많은 수사들이 그들과 회합했다.

## 죽음과 유물
마카리우스는 391년에 죽었다. 그가 죽은 후에, 샵셰에르의 마을 주민들이 그의 시신을 훔쳐갔고 그들의 마을에 그를 위한대 성당을 건축했다. 교황 알렉산드리아의 미카엘 5세의 임기 동안에, 그에 의해 메소리월 19일에 성 마카리우스의 유물들이 니트리아 사막으로 반환되었다. 오늘날, 성 마카리우스의 시신은 이집트 스케테스에 있는 그의 수도원인 성 대 마카리우스 수도원에 안치되어 있다.

## 유산과 수도원
마카리우스는 로마 가톨릭교회와 동방 가톨릭교회, 동방 정교회, 오리엔트 정교회의 성인이다. 이집트의 성 마카리우스는 4세계에 설립된 이래 수사들이 지속적으로 거주해오고 있는 그의 이름을 지닌 수도원인 성 대 마카리우스 수도원을 설립했. 오늘알 그 곳은 콥트 정교회에 속해있다. 니트리아 사막 전체는 그가 그 사막의 선구자인 수사이므로 때때로 마카리우스의 사막이라고도 불린다.

## 저서들
겐나디우스(De viris illustribus 10)가 젊은 수사들에 의해 전해진 마카리우스의 편지의 유일한 진품으로 인정된다. 50회의 영성의 설교들(Spiritual Homilies)은 마카리우스가 죽은 후의 몇 세대에 걸쳐 마카리우스를 묘사한 것들임에도, 현대의 교부학자들은 이집트의 마카리우스가 그것들의 저자일 가능성이 없음을 규명해오고 있다. 그 저자는 로마 제국과 페르시아 제국의 국경이 있던 상 메소포타미아에서 왔으며 534년 이후에 작성된 것들이 아니라는 그들의 진술에서 비롯된 증거에도 불구하고, 그 50 회의 영성의 설교들의 확실한 저자는 아직도 명확히 밝혀지지 않았다. 그 설교들 뿐만 아니라, 많은 편지들도 마카리우스로부터 비롯됐다. "그리고 하느님의 자녀(Ad filios Dei)"라고 불리는 첫 번째 서신은 겐나디우스(Vir. Ill.10)에서 언급된 것처럼 정말 이집트의 마카리우스가 작성한 편지의 진품일지도 모르지만, 다른 편지들은 아마도 마카리우스가 작성한 것이 아닌 듯하다. "중대한 편지(Great Letter)"라고 불리는 두 번째 서신은 약 390년 경에 저술된 니사의 그레고리우스의 기독교 법전(De instituto christiana)을 인용했다. "중대한 편지"의 양식과 내용은 그것의 작가가 50회의 영성의 설교들을 저술한 익명의 같은 메소포타미아인임을 암시한다.
피에르 푸새니스가 그의 이름으로 편집한(1683년, 파리) 고행의 논고(Opuscula ascetica)라고 불리는 일곱 번째 편지는 단지 아마도 번역자 시메온(950년 경 죽음)과 동일 인물인 것 같은 로고테테스 시메온에 의한 그 설교들의 늦은 편집본일 뿐이다. 마카리우스의 가르침은 예수 그리스도가 성령으로 초자연적인 일을 행하는 (그리스도의 영으로) 구제를 베푸는 일과 밀접한 관련이 있는 강한 영성의 강조가 특징이다. 영성의 설교들에서의 그러한 '영적인' 믿음은 종종 '신비'라고 하며 그와 같은 것은 전 세대의 기독교 신비주의자들이 그를 사모하게 한 영성의 사고방식이다. 그럼에도 불구하고, 한편으로는, 그의 인류학과 구원론에 있어서, 그의 견해는 종종 성 아우구스티노의 견해와 거의 비슷하다. 그의 설교들에서의 특정 구절들은 아담의 타락 이후에도 다른 사람들은 자유 의지라고 가정하는데 반해, 인류 전체 타락설을 옹호하고, 선을 행하려는 경향 또는 인간의 구원받을 수 있는 경지에 도달하는 능력은 인간에게 있다는 반펠라기우스주의의 유행을 예상한다.
사도 후 시대에서 성령의 '특별한 선물들'에 관한 토론은 치유, 통찰, 구마 등이 포함되는 '기적적인' 영적인 선물들의 사도 후 증명에 대해 호의적인 마카리우스의 설교들의 본문으로 지지받는다. 그러므로, 마카리우스의 설교들은 (서방의) 영적인 프란시스코회에서부터 동방 정교회의 수도원 관례와 존 웨슬리에서 현대의 카리스마적인 기독교 교파에 이르기까지의 경건주의 단체들에게 영향을 끼쳤다.

## 같이 보기
- 성 대 마카리우스 수도원
- 은수자

## 참고 문헌
1. ↑  William Harmless. Desert Christians: An Introduction to the Literature of Early Monasticism, p. 174, (Oxford University Press, 2004).
2. ↑  "〈Macarius〉. 《Catholic_Encyclopedia》. New York: Robert Appleton Company. 1913.
3. ↑  Johannes Quasten, Patrology Vol. 3. Utrecht, 1966, 162-164.
4. ↑  J. Quasten, Patrology Vol. 3, 164-165.
5. ↑  J. Quasten, Patrology Vol. 3, p. 167

마카리우스는 반팔라기우스주의자가 아니다. 그는 팔라기우스주의, 특히, 사탄에 대항해서 투쟁하면 누군가는 끌어 내리도록 할 수 있는 은총을 불러올 수 있다고 주장한 메잘린파와 싸웠다. 마카리우스는 인간의 신화 또는 신성화는 성령이 행하며, 인간은 세례로서 신자가 된다고 확신했다. 그의 저서는 선구자적인 저서이고 아우구스티노의 편지의 논의를 담고 있으며 펠라라기우스주의에 대항하는 더 대중적인 문헌들이다.
John Meyerdorff St Gergory Palamas and Orthodx Spirituality, 21쪽